# مارغريت وايز براون
مارغريت وايز براون (بالإنجليزية: Margaret Wise Brown)‏ هي كاتِبة وكاتبة للأطفال أمريكية، ولدت في 23 مايو 1910 في بروكلين في الولايات المتحدة، وتوفيت في 13 نوفمبر 1952 في نيس في فرنسا بسبب انسداد وعائي.

## وصلات خارجية
- الموقع الرسمي
- مارغريت وايز براون على موقع الموسوعة البريطانية (الإنجليزية)
- مارغريت وايز براون على موقع ميوزك برينز (الإنجليزية)